# Mengen (powiat Sigmaringen)
Mengen – miasto w Niemczech, w kraju związkowym Badenia-Wirtembergia, w rejencji Tybinga, w regionie Bodensee-Oberschwaben, w powiecie Sigmaringen, siedziba związku gmin Mengen. Leży nad rzeką Ablach, ok. 2 km od ujścia do Dunaju, ok. 10 km na południowy wschód Sigmaringen, przy drogach krajowych B32 i
B311.